# Cyrtomostoma gigas
Cyrtomostoma gigas är en tvåvingeart som beskrevs av Friedrich Georg Hendel 1909. Cyrtomostoma gigas ingår i släktet Cyrtomostoma och familjen fläckflugor.
Artens utbredningsområde är Bolivia. Inga underarter finns listade i Catalogue of Life.